# Kiszkowo (gmina)
Pour les articles homonymes, voir Kiszkowo.
Kołaczkowo est une gmina rurale du powiat de Gniezno, Grande-Pologne, dans le centre-ouest de la Pologne. Son siège est le village de Kiszkowo, qui se situe environ 25 km à l'ouest de Gniezno et 32 km au nord-est de la capitale régionale Poznań.
La gmina couvre une superficie de 114,58 km2 pour une population de 5 446 habitants en 2013.

## Géographie

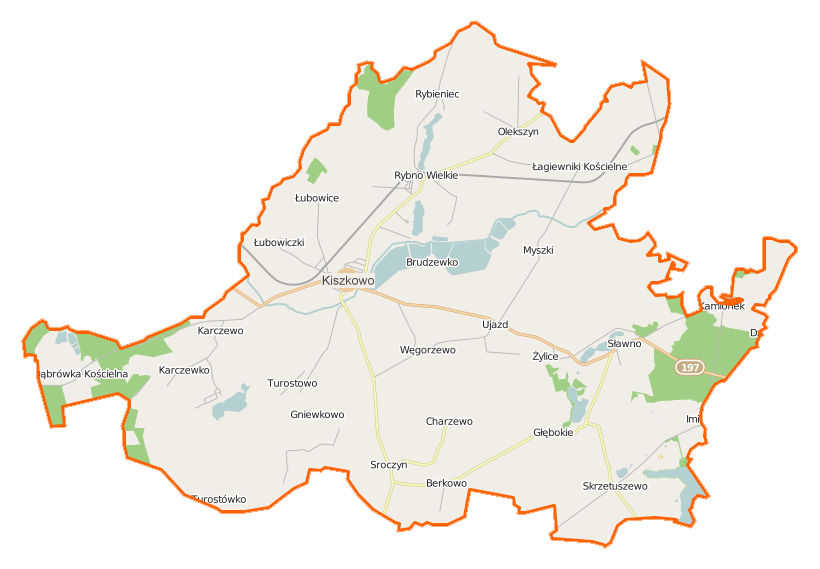
Plan de la gmina.

La gmina inclut les villages et les localités de :
- Berkowo
- Brudzewko
- Charzewo
- Dąbrówka Kościelna
- Darmoszewo
- Głębokie
- Gniewkowo
- Imiołki
- Kamionek
- Karczewko
- Karczewo
- Kiszkowo
- Łagiewniki Kościelne
- Łubowice
- Łubowiczki
- Myszki
- Olekszyn
- Rybieniec
- Rybno
- Skrzetuszewo
- Sławno
- Sroczyn
- Turostówko
- Turostowo
- Ujazd
- Węgorzewo
- Wola Łagiewnicka

### Gminy voisines
La gmina de Kiszkowo est bordée des gminy de :
- Kłecko
- Łubowo
- Murowana Goślina
- Pobiedziska
- Skoki

## Structure du terrain
D'après les données de 2002, la superficie de la commune de Kiszkowo est de 114,58 km2, répartis comme tel :
- terres agricoles : 80 %
- forêts : 8 %

La commune représente 9,13 % de la superficie du powiat.

## Démographie
Données du 30 juin 2004 :
| Description        | Total  | Total | Femmes | Femmes | Hommes | Hommes |
| ------------------ | ------ | ----- | ------ | ------ | ------ | ------ |
| Unité              | Nombre | %     | Nombre | %      | Nombre | %      |
| population         | 5 315  | 100   | 2 609  | 49,1   | 2 706  | 50,9   |
| Densité (hab./km²) | 16,4   | 16,4  | 22,8   | 22,8   | 23,6   | 23,6   |